# Cindy Pomares
Cindy Pomares, née le 28 novembre 1990 à Mitry-Mory, est une coureuse cycliste française.

## Biographie
Nageuse puis triathlète de haut niveau, elle commence sa carrière en cyclisme après les périodes de confinement. Elle apprend le cyclisme avec la piste en s'entrainant au vélodrome national de Saint-Quentin-en-Yvelines.
Elle se distingue rapidement en remportant le titre de championne de France piste en scratch et course aux points lors des championnats de France piste de Bourges en 2021, puis en remportant la Madison lors des championnats de France piste de Hyères en 2022. Elle est considérée comme une athlète talentueuse dans le monde du cyclisme en France

## Carrière en triathlon
Débutant par la natation, elle est détectée puis orientée vers le triathlon qu'elle débute dans la catégorie cadette. De 2015 à 2019, elle participe au circuit Européen de Triathlon (ETU) prenant le départ de 16 courses internationales.

### Team Charentes
Après une période de formation, elle est engagée en 2015 par l'équipe dirigée par Stephane Marsaudon pour réaliser une montée vers le niveau D1 triathlon. Elle est championne de France Aquathlon en 2016 aux Herbiers.

### Stade Poitevin Triathlon
Elle arrive en 2018 au stade Poitevin triathlon et réalise de belles performances. En 2018, elle prend la 9e place des championnats du Monde Aquathlon.

### Racing Club de France
Pour son entrainement natation, elle est licenciée en natation au sein du Racing Club de France.

## Carrière en cyclisme
Dans le cadre de son entrainement en triathlon, elle pratique le cyclisme et remporte notamment le titre de Championne d'Ile-de-France de contre la montre en 2019.

### Saison 2020-2021: la transition
Les confinements de 2019 et 2020, perturbent son entrainement traditionnel en triathlon, elle passe alors plus de temps sur son vélo. Elle prend alors la décision, avec son entraineur l'ancien coureur Sebastien Chavanel et son préparateur mental Antoine Couhert, de basculer vers une pratique exclusive du cyclisme. Cette bascule prend effet en mars 2021.
Elle prend la 5e place de la route de Loire Atlantique le 20 mai 2021 et la 42e des championnats de France d'Epinal, marqué par la perte de son beau père. Lors des championnats de France piste de Bourges 2021, elle est championne de France du scratch le 10 aout 2021 et championne de France de la course aux points le 13 aout 2021.
À la suite de cette double victoire, elle signe avec l'équipe cycliste Canadienne Macogep-Tornatech en septembre 2021 pour finir la saison route et réaliser la saison 2022. Elle réalise sa première manche UCI à Fourmies le 12 septembre 2021.

### Saison 2021-2022: Première saison UCI / Macogep Tornatech
Elle réalise sa première saison UCI, en tant que cycliste en compagnie d'une équipe constituée pour majeur partie de coureuses Canadiennes. Durant l'hiver, elle continue la piste en prenant par aux 4 jours de Genève, et en participant à l'UCI classe 2 d'Aigle et d'Amsterdam. Le 13 février 2021 elle devient Championne d'Ile-de-France de l'omnium.
Sur route elle termine la Ronde de Mouscron le 18 avril 2022, le Tour de Bretagne 2022, la classique morbihan et de nombreuses courses. Elle cumule 16 course UCI sur sa première saison.

### Saison 2022-2023: Deuxième saison UCI / AWOL O'SHEA
À la suite d'un arrêt de l'équipe Macogep, elle fait un appel à travers les réseaux et est engagée par l'équipe Britannique AWOL O'SHEA

## Palmarès sur piste
- 2021
  -  Championne de France de la course aux points
  -  Championne de France du scratch
  - 3e du championnat de France de poursuite par équipes
- 2022
  -  Championne de France de l'américaine
  - 2e du championnat de France de poursuite par équipes
  - 3e du championnat de France de poursuite

## Palmarès sur route

### Classements mondiaux
| Année                                 | 2019 | 2020 | 2021 |
| ------------------------------------- | ---- | ---- | ---- |
| Classement UCI                        | 986e | nc   | 955e |
|                                       |      |      |      |
| Légende : nc = non classéSource : UCI |      |      |      |